# Chochitwa
Chochitwa (ukr. Хохітва) – wieś na Ukrainie, w obwodzie kijowskim, w rejonie obuchowskim.  W 2001 liczyła 1193 mieszkańców, spośród których 1163 wskazało jako ojczysty język ukraiński, 27 rosyjski, 1 białoruski, a 2 inny. W 2024 liczyła 1157 mieszkańców.